# Nati nel 2004
| Questa pagina contiene informazioni ricavate automaticamente dalle voci biografiche con l'ausilio del template Bio e di un bot. L'aggiornamento è periodico e automatico e ricostruisce completamente la pagina. Se manca una persona in questa lista, sei pregato di non aggiungerla, ma accertati piuttosto che la sua voce biografica contenga il template Bio e che i dati anagrafici siano correttamente compilati. Se il template Bio manca, inseriscilo tu stesso o, in alternativa, metti l'avviso {{tmp\|Bio}} che ne segnala la mancanza. Se i dati riportati sono sbagliati, correggi direttamente la voce biografica; le modifiche saranno visibili in questa lista entro pochi giorni. Per chiarimenti vedi il progetto biografie. La lista contiene solo le 1.426 persone che sono citate nell'enciclopedia e per le quali è stato implementato correttamente il template Bio. Pagina aggiornata al 18 ago 2025. |

## Gennaio(177)
- 1º gennaio - Lamine Camara, calciatore senegalese
- 1º gennaio - Cheick Mamadou Diabaté, calciatore ivoriano
- 1º gennaio - Giovani Henrique Amorim da Silva, calciatore brasiliano
- 1º gennaio - Uroš Kabić, calciatore serbo
- 1º gennaio - Román Vega, calciatore argentino
- 2 gennaio - Abdul Carter, giocatore di football americano statunitense
- 2 gennaio - Santiago Esquivel, calciatore argentino
- 2 gennaio - Aleksandar Kahvić, calciatore bosniaco
- 2 gennaio - Anouk Koevermans, tennista olandese
- 2 gennaio - Tomás Nasif, calciatore argentino
- 2 gennaio - Pablo Felipe Pereira de Jesus, calciatore portoghese
- 2 gennaio - Agustín Vera, calciatore uruguaiano
- 2 gennaio - Adriana Vilagoš, giavellottista serba
- 2 gennaio - Giovanni van Zwam, calciatore olandese
- 3 gennaio - Carlos Baleba, calciatore camerunese
- 3 gennaio - Noga Block, ginnasta israeliana
- 3 gennaio - Toby Collyer, calciatore inglese
- 3 gennaio - Habib Diarra, calciatore senegalese
- 3 gennaio - Miha Fontaine, sciatore freestyle canadese
- 3 gennaio - Japa, calciatore brasiliano
- 3 gennaio - Emmanuel Agyemang, calciatore ghanese
- 3 gennaio - Nicolás Vallejo, calciatore argentino
- 4 gennaio - Ege Bilsel, calciatore turco
- 4 gennaio - Peyton Kennedy, attrice canadese
- 4 gennaio - Matte Smets, calciatore belga
- 4 gennaio - Victor Wembanyama, cestista francese
- 5 gennaio - Ibrahima Sory Bangoura, calciatore guineano
- 5 gennaio - Lamare Bogarde, calciatore olandese
- 5 gennaio - Abdoulie Ceesay, calciatore gambiano
- 5 gennaio - Ali Dembélé, calciatore francese
- 5 gennaio - Lucas Mincarelli, calciatore francese
- 5 gennaio - Tomasz Pieńko, calciatore polacco
- 5 gennaio - Carlotta Regine, hockeista su ghiaccio italiana
- 6 gennaio - Yassin Bandaogo, velocista italiano
- 6 gennaio - Malorie Blanc, sciatrice alpina svizzera
- 6 gennaio - Camilla Campagnaro, ginnasta italiana
- 6 gennaio - Will Campbell, giocatore di football americano statunitense
- 6 gennaio - Roméo Lavia, calciatore belga
- 6 gennaio - Pietro Giovanni Motterlini, sciatore alpino italiano
- 6 gennaio - Fernando Ovelar, calciatore paraguaiano
- 6 gennaio - Doriane Pin, pilota automobilistica francese
- 6 gennaio - Lucile Tessariol, nuotatrice francese
- 6 gennaio - Thom van Bergen, calciatore olandese
- 7 gennaio - Cody Baker, calciatore statunitense
- 7 gennaio - Isaac Cooper, nuotatore australiano
- 7 gennaio - Natalie Falch, sciatrice alpina austriaca
- 7 gennaio - Tomás Fernández, calciatore argentino
- 7 gennaio - Alexandria Loutitt, saltatrice con gli sci canadese
- 7 gennaio - Jonas Rouhi, calciatore svedese
- 7 gennaio - Shaili Singh, lunghista indiana
- 7 gennaio - Oskar Opstad Vike, fondista norvegese
- 7 gennaio - Sofia Wylie, attrice, ballerina e modella statunitense
- 8 gennaio - Juan José Arias, calciatore colombiano
- 8 gennaio - Lucas Assadi, calciatore cileno
- 8 gennaio - Gregorio Bernardi, sciatore alpino italiano
- 8 gennaio - Zhu Yongxin, tuffatore cinese
- 9 gennaio - Benicio Baker-Boaitey, calciatore inglese
- 9 gennaio - Daniil Chudjakov, calciatore russo
- 9 gennaio - Juan Cruz Giacone, calciatore argentino
- 9 gennaio - Stefan Leković, calciatore serbo
- 9 gennaio - Freddy Noguera, calciatore paraguaiano
- 9 gennaio - Tomás Porra, calciatore argentino
- 9 gennaio - Lucija Ćirić Bagarić, tennista croata
- 10 gennaio - Nnamdi Collins, calciatore tedesco
- 10 gennaio - Ivar Jenner, calciatore indonesiano
- 10 gennaio - Carlos Sejas, calciatore boliviano
- 10 gennaio - Bryce Wettstein, skater, surfista e cantautrice statunitense
- 11 gennaio - Marko Bošnjak, cantautore bosniaco
- 11 gennaio - Joaquín Mosqueira, calciatore argentino
- 12 gennaio - Ahn Seo-hyun, attrice sudcoreana
- 12 gennaio - Kaiky, calciatore brasiliano
- 12 gennaio - Mia Kupres, tennista canadese
- 12 gennaio - Juan Larios, calciatore spagnolo
- 12 gennaio - Tristan Luneau, hockeista su ghiaccio canadese
- 12 gennaio - Brooke Norton-Cuffy, calciatore inglese
- 12 gennaio - Nathan Ordaz, calciatore salvadoregno
- 12 gennaio - Lucca Drummond, calciatore brasiliano
- 12 gennaio - Nolan Sweeney, sciatore alpino statunitense
- 13 gennaio - Marie Detruyer, calciatrice belga
- 13 gennaio - Tecla Insolia, cantautrice e attrice italiana
- 13 gennaio - Émile Nadeau, sciatore freestyle canadese
- 13 gennaio - Ou Yushan, ginnasta cinese
- 13 gennaio - Jonah Savaiinaea, giocatore di football americano samoano americano
- 14 gennaio - Sidi Bane, calciatore senegalese
- 14 gennaio - Bram Lagae, calciatore belga
- 14 gennaio - Ri Il-song, calciatore nordcoreano
- 14 gennaio - Leon King, calciatore scozzese
- 15 gennaio - Vitalij Cholod, calciatore ucraino
- 15 gennaio - Emre Demir, calciatore turco
- 15 gennaio - Kevin Pereira, calciatore paraguaiano
- 15 gennaio - Grace VanderWaal, cantautrice statunitense
- 16 gennaio - James Abankwah, calciatore irlandese
- 16 gennaio - Agustín Giay, calciatore argentino
- 16 gennaio - Samuel Mbangula, calciatore belga
- 16 gennaio - Sigrun Kleinrath, combinatista nordica austriaca
- 16 gennaio - Srđan Kuzmić, calciatore sloveno
- 16 gennaio - Leandro Quiroz, calciatore argentino
- 16 gennaio - Gabriel Rukavina, calciatore croato
- 16 gennaio - Milena Waldmann, nuotatrice artistica australiana
- 16 gennaio - Damian van der Haar, calciatore olandese
- 17 gennaio - Harry Collett, attore britannico
- 17 gennaio - Tollef Haugen, sciatore alpino norvegese
- 17 gennaio - Anton Kade, calciatore tedesco
- 18 gennaio - Ryan Duncan, calciatore scozzese
- 18 gennaio - Joshua John, calciatore nigeriano
- 18 gennaio - Talha Sarıarslan, calciatore turco
- 18 gennaio - Nikolas Sattlberger, calciatore austriaco
- 19 gennaio - Dino Beganovic, pilota automobilistico svedese
- 19 gennaio - Mohamed-Ali Cho, calciatore francese
- 19 gennaio - Arina Fedorovceva, pallavolista russa
- 19 gennaio - Cutter Gauthier, hockeista su ghiaccio statunitense
- 19 gennaio - Sofia Raffaeli, ginnasta italiana
- 19 gennaio - Igor Strzałek, calciatore polacco
- 20 gennaio - Braelon Allen, giocatore di football americano statunitense
- 20 gennaio - Anthony Black, cestista statunitense
- 20 gennaio - Juan Cruz Cerrudo, calciatore argentino
- 20 gennaio - Ali Jasim, calciatore iracheno
- 20 gennaio - Mads Enggård, calciatore danese
- 20 gennaio - Artur Gajdoš, calciatore slovacco
- 20 gennaio - Markus Karlsson, calciatore svedese
- 20 gennaio - Burak İnce, calciatore turco
- 21 gennaio - Ramiro Di Luciano, calciatore argentino
- 21 gennaio - Ingrid Alexandra di Norvegia, principessa norvegese
- 21 gennaio - Frederik Svane, scacchista tedesco
- 22 gennaio - Dambasuren Batsuren, scacchista mongolo
- 22 gennaio - Luka Budisavljević, scacchista serbo
- 22 gennaio - Sebastián Camacho, calciatore uruguaiano
- 22 gennaio - Marko Lazetić, calciatore serbo
- 22 gennaio - Piotr Starzyński, calciatore polacco
- 22 gennaio - Thauan Lara, calciatore brasiliano
- 23 gennaio - Julio César Enciso, calciatore paraguaiano
- 23 gennaio - Kristian Hlynsson, calciatore islandese
- 24 gennaio - Karina Magrupova, nuotatrice artistica kazaka
- 24 gennaio - Darío Osorio, calciatore cileno
- 24 gennaio - Romeo Vermant, calciatore belga
- 24 gennaio - Vukašin Đurđević, calciatore serbo
- 25 gennaio - Andrij Buleza, calciatore ucraino
- 25 gennaio - Raul Paula, calciatore tedesco
- 25 gennaio - Kayla DiCello, ginnasta statunitense
- 25 gennaio - Herculano Nabian, calciatore guineense
- 26 gennaio - Jacob Andersen, calciatore danese
- 26 gennaio - Germán Barrios, calciatore uruguaiano
- 26 gennaio - Mehdi Boukamir, calciatore marocchino
- 26 gennaio - Kévin Keben, calciatore camerunese
- 26 gennaio - Julia Kink, biatleta tedesca
- 26 gennaio - Evy Leibfarth, canoista statunitense
- 26 gennaio - Zrinka Ljutić, sciatrice alpina croata
- 26 gennaio - Andrea Raccagni, ciclista su strada italiano
- 26 gennaio - Santiago Ramos, pilota automobilistico messicano
- 26 gennaio - Addison Riecke, attrice, cantante e modella statunitense
- 26 gennaio - Gina del Rio, fondista andorrana
- 26 gennaio - Tijmen van der Helm, pilota automobilistico olandese
- 27 gennaio - Pietro Amici, calciatore sammarinese
- 27 gennaio - Jairón Charcopa, calciatore ecuadoriano
- 27 gennaio - Aoba Fujino, calciatrice giapponese
- 28 gennaio - Emoni Bates, cestista statunitense
- 28 gennaio - Jean Pedroso, calciatore brasiliano
- 28 gennaio - Giulia Cotroneo, ginnasta italiana
- 28 gennaio - Miguel Falé, calciatore portoghese
- 28 gennaio - Titouan Fortun, calciatore malgascio
- 28 gennaio - Jaylen Martin, cestista statunitense
- 28 gennaio - António Morgado, ciclista su strada e pistard portoghese
- 28 gennaio - Ernest Poku, calciatore olandese
- 29 gennaio - Erriyon Knighton, velocista statunitense
- 29 gennaio - Viktor Đukanović, calciatore montenegrino
- 30 gennaio - Julián Fernández, calciatore argentino
- 30 gennaio - Lennox Gautschi, giocatore di football americano svizzero
- 30 gennaio - Richie Sagrado, calciatore belga
- 30 gennaio - Lisa van Belle, ciclista su strada e pistard olandese
- 31 gennaio - Samed Baždar, calciatore bosniaco
- 31 gennaio - Djaoui Cissé, calciatore francese
- 31 gennaio - Adrián Fernández, pilota motociclistico spagnolo
- 31 gennaio - Bruno Hernández, calciatore uruguaiano
- 31 gennaio - Damien Martinez, giocatore di football americano statunitense
- 31 gennaio - Rômulo Helberth Pereira Junior, calciatore brasiliano
- 31 gennaio - José Río, calciatore uruguaiano
- 31 gennaio - Charlie Webster, calciatore inglese

## Febbraio(152)
- 1º febbraio - Ashley Gerasimovich, attrice statunitense
- 1º febbraio - Williot Swedberg, calciatore svedese
- 2 febbraio - Yusuf Kabadayı, calciatore tedesco
- 2 febbraio - José Riasco, calciatore venezuelano
- 2 febbraio - Attidjikou Samadou, calciatore beninese
- 2 febbraio - Shola Shoretire, calciatore inglese
- 2 febbraio - Wang Xinghao, goista cinese
- 3 febbraio - Amber Adsten, sciatrice alpina svedese
- 3 febbraio - Tomás Avilés, calciatore argentino
- 3 febbraio - Mauricio Benítez, calciatore argentino
- 3 febbraio - Livano Comenencia, calciatore olandese
- 3 febbraio - Scoot Henderson, cestista statunitense
- 3 febbraio - Emiliano Jourdan, calciatore uruguaiano
- 3 febbraio - Gia Pergolini, nuotatrice statunitense
- 3 febbraio - Yifan Zhang, sciatore freestyle cinese
- 4 febbraio - Paul Aron, pilota automobilistico estone
- 4 febbraio - Pablo Furtado, calciatore uruguaiano
- 4 febbraio - Haruka Kasai, combinatista nordica e saltatrice con gli sci giapponese
- 4 febbraio - Yūna Kasai, combinatista nordica giapponese
- 4 febbraio - Brahim Traoré, calciatore francese
- 4 febbraio - Harrison Turner, nuotatore australiano
- 4 febbraio - Dario Šits, calciatore lettone
- 5 febbraio - Lorenzo Amatucci, calciatore italiano
- 5 febbraio - Salvatore Bianca, atleta paralimpico italiano
- 5 febbraio - Gabriele Caprio, attore e doppiatore italiano
- 5 febbraio - Tiago Serrago, calciatore argentino
- 6 febbraio - Ran Binyamin, calciatore israeliano
- 6 febbraio - Rich Amiri, rapper statunitense
- 6 febbraio - Domenico Cuomo, attore italiano
- 6 febbraio - Leonardo Faggian, cestista italiano
- 6 febbraio - Daniel Herrera, calciatore argentino
- 6 febbraio - Makenzie Kirk, calciatore nordirlandese
- 6 febbraio - Egor Kornev, nuotatore russo
- 6 febbraio - Andrés Madruga, calciatore uruguaiano
- 6 febbraio - Wouter Prins, calciatore olandese
- 6 febbraio - Shun Satō, pattinatore artistico su ghiaccio giapponese
- 6 febbraio - Adam Wharton, calciatore inglese
- 6 febbraio - Amir Wilson, attore britannico
- 6 febbraio - Viktorija Ziediņa, ex slittinista lettone
- 7 febbraio - Beril Böcekler, nuotatrice turca
- 7 febbraio - Enrique Bösl, calciatore dominicano
- 7 febbraio - Nick Emmanwori, giocatore di football americano statunitense
- 7 febbraio - Giorgi Kvernadze, calciatore georgiano
- 7 febbraio - Nathan-Dylan Saliba, calciatore canadese
- 8 febbraio - Samuel Bagín, calciatore slovacco
- 8 febbraio - Giōrgos Koutsias, calciatore greco
- 8 febbraio - David Ruíz, calciatore honduregno
- 9 febbraio - Tobías Leiva, calciatore argentino
- 9 febbraio - Rubén Lezcano, calciatore paraguaiano
- 9 febbraio - Francisco Martinicorena, calciatore uruguaiano
- 9 febbraio - Dieu-Merci Michel, calciatore canadese
- 9 febbraio - Mateo Seoane, calciatore argentino
- 10 febbraio - Ondine Achampong, ginnasta britannica
- 10 febbraio - Ro-Zangelo Daal, calciatore olandese
- 10 febbraio - CJ Fodrey, calciatore statunitense
- 10 febbraio - Elad Madmon, calciatore israeliano
- 11 febbraio - Martim Marques, calciatore portoghese
- 11 febbraio - Dion Kacuri, calciatore svizzero
- 11 febbraio - Jan Lucumí, calciatore colombiano
- 11 febbraio - Víctor Ríos, calciatore messicano
- 11 febbraio - Thiniba Samoura, calciatrice francese
- 11 febbraio - Bohdan Sljubyk, calciatore ucraino
- 12 febbraio - Fabian Ax Swartz, sciatore alpino svedese
- 12 febbraio - Dereck Lively, cestista statunitense
- 12 febbraio - Lucca Prior, calciatore brasiliano
- 12 febbraio - Kamiel Van de Perre, calciatore belga
- 12 febbraio - Terrone Webster, velocista anguillano
- 13 febbraio - Samuel Bamba, calciatore tedesco
- 13 febbraio - Jonny Edgar, pilota automobilistico britannico
- 13 febbraio - Busang Kebinatshipi, velocista botswano
- 13 febbraio - Korede Osundina, calciatore statunitense
- 13 febbraio - Barnabás Simon, calciatore ungherese
- 14 febbraio - Eduardo Agüero, calciatore uruguaiano
- 14 febbraio - Liam Chipperfield, calciatore svizzero
- 15 febbraio - Kaio César, calciatore brasiliano
- 15 febbraio - Oskar Sivertsen, calciatore norvegese
- 15 febbraio - Joshua Tarling, ciclista su strada e pistard britannico
- 16 febbraio - Samuel Akere, calciatore nigeriano
- 16 febbraio - Lukas Björklund, calciatore svedese
- 16 febbraio - Matteo Copelotti, calciatore uruguaiano
- 16 febbraio - Federico Medina, calciatore argentino
- 17 febbraio - Marwan Al-Sahafi, calciatore saudita
- 17 febbraio - Amari Bailey, cestista statunitense
- 17 febbraio - Zach Booth, calciatore statunitense
- 17 febbraio - Ibrahim Kasule, calciatore ugandese
- 17 febbraio - Hampton Morris, sollevatore statunitense
- 17 febbraio - Asadbek Rahimjonov, calciatore uzbeko
- 17 febbraio - Alisa Tiščenko, ginnasta russa
- 17 febbraio - Siem de Moes, calciatore olandese
- 18 febbraio - Vitinho, calciatore brasiliano
- 18 febbraio - Matteo Bertelle, pilota motociclistico italiano
- 18 febbraio - Darko Gyabi, calciatore inglese
- 18 febbraio - Kylie Rogers, attrice statunitense
- 18 febbraio - David Morosini, calciatore uruguaiano
- 18 febbraio - Su Yiming, snowboarder cinese
- 18 febbraio - Felipe Augusto da Silva, calciatore brasiliano
- 19 febbraio - Amar Fatah, calciatore svedese
- 19 febbraio - Millie Bobby Brown, attrice e produttrice cinematografica britannica
- 19 febbraio - Luca Harrington, sciatore freestyle neozelandese
- 19 febbraio - Kerchak, rapper francese
- 19 febbraio - Fabricio Oviedo, calciatore argentino
- 19 febbraio - Daniel Samek, calciatore ceco
- 19 febbraio - Diya Siddique, arciera bangladese
- 20 febbraio - Álex Calvo, calciatore spagnolo
- 20 febbraio - Juan Cardozo, calciatore paraguaiano
- 20 febbraio - Jared McCain, cestista statunitense
- 20 febbraio - Vinicinho, calciatore brasiliano
- 20 febbraio - Danny Murphy, attore britannico
- 20 febbraio - Ime Okon, calciatore sudafricano
- 20 febbraio - Élan Ricardo, calciatore colombiano
- 20 febbraio - Mateja Stjepanović, calciatore serbo
- 20 febbraio - Imaobong Nse Uko, velocista nigeriana
- 21 febbraio - Max Dean, calciatore inglese
- 21 febbraio - Oliver Johansen Braude, calciatore norvegese
- 21 febbraio - Danique Noordman, calciatrice olandese
- 21 febbraio - Martin Vetkal, calciatore estone
- 22 febbraio - Abbas Al-Hassan, calciatore saudita
- 22 febbraio - Domagoj Bukvić, calciatore croato
- 22 febbraio - Daniil Zorin, calciatore russo
- 23 febbraio - Leon Avdullahu, calciatore svizzero
- 23 febbraio - Donovan Clingan, cestista statunitense
- 23 febbraio - Bianca Fernandez, tennista canadese
- 23 febbraio - Tommy Janton, nuotatore statunitense
- 23 febbraio - Maciej Kikolski, calciatore polacco
- 23 febbraio - Nikola Đurišić, cestista serbo
- 23 febbraio - Radovan Štec, pistard e ciclista su strada ceco
- 24 febbraio - Olivia Asselin, sciatrice freestyle canadese
- 24 febbraio - Viktoria Bürgler, sciatrice alpina austriaca
- 24 febbraio - Jihaad Campbell, giocatore di football americano statunitense
- 24 febbraio - Dennis Gjengaar, calciatore norvegese
- 24 febbraio - Beatrice Lennon Crass, nuotatrice artistica britannica
- 24 febbraio - Samuele Vignato, calciatore italiano
- 24 febbraio - Jalon Walker, giocatore di football americano statunitense
- 25 febbraio - Maliq Cadogan, calciatore guyanese
- 25 febbraio - Kevin Jappert, calciatore argentino
- 25 febbraio - William Mikelbrencis, calciatore francese
- 25 febbraio - Roman Staněk, pilota automobilistico ceco
- 26 febbraio - Víctor Arteaga, calciatore messicano
- 26 febbraio - Bıbisara Asaubaeva, scacchista kazaka
- 26 febbraio - Océane Babel, tennista francese
- 26 febbraio - Theodor Brækken, sciatore alpino norvegese
- 26 febbraio - Hadrien David, pilota automobilistico francese
- 26 febbraio - Romano Püntener, mountain biker liechtensteinese
- 26 febbraio - Matyáš Vojta, calciatore ceco
- 27 febbraio - Gonçalo Esteves, calciatore portoghese
- 27 febbraio - Linus Gechter, calciatore tedesco
- 27 febbraio - Miguel Monsalve, calciatore colombiano
- 29 febbraio - Lydia Jacoby, nuotatrice statunitense
- 29 febbraio - Abdukodir Khusanov, calciatore uzbeko
- 29 febbraio - Naomi Layzell, calciatrice inglese
- 29 febbraio - Erick Nunes, calciatore brasiliano
- 29 febbraio - Jacob Parrish, giocatore di football americano statunitense

## Marzo(138)
- 1º marzo - Egor Pogostnov, calciatore russo
- 1º marzo - Hampus Skoglund, calciatore svedese
- 2 marzo - Fabio Bottazzini, atleta paralimpico italiano
- 2 marzo - Evy Poppe, snowboarder belga
- 2 marzo - Kilian Toscano, calciatore colombiano
- 2 marzo - José de León, calciatore dominicano
- 3 marzo - Kevin Amaro, calciatore uruguaiano
- 3 marzo - Chris Brady, calciatore statunitense
- 3 marzo - Ivane Chegra, calciatore algerino
- 3 marzo - Tobías Medina, calciatore argentino
- 3 marzo - Matheus Nascimento, calciatore brasiliano
- 3 marzo - Marciano Sanca, calciatore guineense
- 3 marzo - Jordan Walsh, cestista statunitense
- 4 marzo - Eleonora Ciabocco, ciclista su strada italiana
- 4 marzo - Keana Hunter, nuotatrice artistica statunitense
- 4 marzo - Efraín Morales, calciatore boliviano
- 4 marzo - Kymani Nelson, calciatore montserratiano
- 4 marzo - Filip Prebsl, calciatore ceco
- 4 marzo - Milan Robberechts, calciatore belga
- 5 marzo - Emery Jones Jr., giocatore di football americano statunitense
- 5 marzo - Mario Martín Rielves, calciatore spagnolo
- 5 marzo - Mitsuki Ono, snowboarder giapponese
- 5 marzo - Szymon Weirauch, calciatore polacco
- 6 marzo - Casey Kaufhold, arciera statunitense
- 6 marzo - Anita Poma, mezzofondista peruviana
- 6 marzo - Daniel de la Cruz, calciatore ecuadoriano
- 7 marzo - Ichika Kajimoto, nuotatrice giapponese
- 7 marzo - Miroslav Marinov, calciatore bulgaro
- 7 marzo - Sita Sibiri, velocista e ostacolista burkinabè
- 8 marzo - Freya Colbert, nuotatrice britannica
- 8 marzo - Kit Connor, attore britannico
- 8 marzo - Jeff Erius, velocista francese
- 8 marzo - Prithu Gupta, scacchista indiano
- 8 marzo - Santiago Guzmán, calciatore uruguaiano
- 8 marzo - Abdul Fatawu Issahaku, calciatore ghanese
- 8 marzo - Kim Marschel, ex sciatrice alpina tedesca
- 8 marzo - Niks Sliede, calciatore lettone
- 9 marzo - Matteo Dams, calciatore belga
- 9 marzo - Oumar Ngom, calciatore mauritano
- 9 marzo - Xiong Shiqi, lunghista cinese
- 10 marzo - Kelvin Banks Jr., giocatore di football americano statunitense
- 10 marzo - Lautaro Di Lollo, calciatore argentino
- 10 marzo - Samet Yiğitoğlu, cestista turco
- 11 marzo - Stanislav Bessmertnyj, calciatore russo
- 11 marzo - Jesus Gonzalez Reyes, tuffatore venezuelano
- 11 marzo - Deniche Hill, calciatore bermudiano
- 11 marzo - Benjamin Morrison, giocatore di football americano statunitense
- 11 marzo - Barbora Palicová, tennista ceca
- 11 marzo - Yakine Saïd M'Madi, calciatore comoriano
- 11 marzo - Deone Walker, giocatore di football americano statunitense
- 12 marzo - Mycael Pontes Moreira, calciatore brasiliano
- 12 marzo - Ethan Quinn, tennista statunitense
- 12 marzo - Jay Riccomini, sciatrice freestyle statunitense
- 12 marzo - Zhang Qiongyue, tiratrice a segno cinese
- 13 marzo - Augusto Dabó, calciatore guineense
- 13 marzo - José Raúl García, calciatore honduregno
- 13 marzo - Coco Gauff, tennista statunitense
- 14 marzo - Tang Qianting, nuotatrice cinese
- 15 marzo - Emmanuel Ayaosi, calciatore nigeriano
- 15 marzo - Kahuan Vinícius, calciatore brasiliano
- 15 marzo - Elisabeth Pihela, altista estone
- 15 marzo - Meritan Shabani, calciatore tedesco
- 15 marzo - Soumaïla Sylla, calciatore francese
- 16 marzo - Rodriguinho, calciatore brasiliano
- 16 marzo - Omar El Sawy, calciatore rumeno
- 16 marzo - Marko Farji, calciatore iracheno
- 16 marzo - Adam Griger, calciatore slovacco
- 16 marzo - Lukas Ullrich, calciatore tedesco
- 18 marzo - Alessio Besio, calciatore svizzero
- 18 marzo - Justin Cuero, calciatore ecuadoriano
- 18 marzo - Martin Delavallée, calciatore belga
- 18 marzo - Antonio Raimondo, calciatore italiano
- 18 marzo - Ervin Vaca, calciatore boliviano
- 18 marzo - Giovani Versini, calciatore francese
- 18 marzo - Jeremy de León, calciatore portoricano
- 19 marzo - Carlos Forbs, calciatore portoghese
- 19 marzo - Fraida Hassanatte, mezzofondista ciadiana
- 19 marzo - Jevhenij Pastuch, calciatore ucraino
- 20 marzo - Frank Junior Adjei, calciatore ghanese
- 20 marzo - Šimun Hrgović, calciatore croato
- 20 marzo - Fran Topić, calciatore croato
- 20 marzo - Leandro Umpiérrez, calciatore uruguaiano
- 21 marzo - Victoria Della Peruta, calciatrice statunitense
- 21 marzo - Karim Konaté, calciatore ivoriano
- 21 marzo - Charly Nouck Horneman, calciatore danese
- 21 marzo - Toxis, rapper russo
- 22 marzo - Ahmed Salman, calciatore israeliano
- 22 marzo - Frank Aron Ragilo, ciclista su strada e ciclocrossista estone
- 22 marzo - Caio Santana, calciatore brasiliano
- 23 marzo - Luis Angulo, calciatore colombiano
- 23 marzo - Kaare Barslund, calciatore danese
- 23 marzo - Ellie Challis, nuotatrice inglese
- 23 marzo - Anderson Duarte, calciatore uruguaiano
- 23 marzo - Elián Giménez, calciatore argentino
- 23 marzo - Asher Hong, ginnasta statunitense
- 23 marzo - Pedro Junqueira, calciatore brasiliano
- 23 marzo - August Priske, calciatore danese
- 23 marzo - Smilla Vallotto, calciatrice svizzera
- 24 marzo - Lavinia Abate, modella italiana
- 24 marzo - Denil Castillo, calciatore ecuadoriano
- 24 marzo - Anrie Chase, calciatore giapponese
- 24 marzo - Gonzalo García, calciatore spagnolo
- 24 marzo - Marco Gradoni, velista italiano
- 24 marzo - Veronika Jenčová, saltatrice con gli sci ceca
- 24 marzo - Filippo Missori, calciatore italiano
- 24 marzo - Dane Scarlett, calciatore inglese
- 24 marzo - Youssef Snana, calciatore tunisino
- 25 marzo - Lukas Bergmann, pallavolista brasiliano
- 25 marzo - William Franklyn-Miller, attore e modello britannico
- 25 marzo - Haftamu Gebresilase, mezzofondista etiope
- 25 marzo - Selina Grotian, biatleta tedesca
- 25 marzo - Yoel Lago, calciatore spagnolo
- 25 marzo - Pavel Melëšin, calciatore russo
- 25 marzo - Tomás O'Connor, calciatore argentino
- 25 marzo - Keke Topp, calciatore tedesco
- 26 marzo - Isaac Aguiar Tomich, calciatore brasiliano
- 26 marzo - Michael Leonard, ciclista su strada e pistard canadese
- 26 marzo - Mohamed Touré, calciatore australiano
- 26 marzo - Lesley Ugochukwu, calciatore francese
- 26 marzo - Matěj Švancer, sciatore freestyle ceco
- 27 marzo - Max Finkgräfe, calciatore tedesco
- 27 marzo - Armand Membou, giocatore di football americano statunitense
- 27 marzo - Quinn Sullivan, calciatore statunitense
- 27 marzo - Audrey Werro, mezzofondista svizzera
- 28 marzo - Jacob Murrell, calciatore statunitense
- 28 marzo - Anna Ščerbakova, pattinatrice artistica su ghiaccio russa
- 29 marzo - Alëna Falej, tennista bielorussa
- 29 marzo - Kevyson, calciatore brasiliano
- 29 marzo - Ondřej Kričfaluši, calciatore ceco
- 29 marzo - Niklas Ødegård, calciatore norvegese
- 30 marzo - Richie Omorowa, calciatore svedese
- 30 marzo - Wilson Samaké, calciatore maliano
- 31 marzo - Samson Baidoo, calciatore austriaco
- 31 marzo - Adi Asya Katz, ginnasta israeliana
- 31 marzo - Alex Luna, calciatore argentino
- 31 marzo - Diogo Travassos, calciatore portoghese
- 31 marzo - Sophie Nyberg, sciatrice alpina svedese
- 31 marzo - Mateo Sanabria, calciatore argentino

## Aprile(121)
- 1º aprile - Matheus França, calciatore brasiliano
- 1º aprile - Oscar Gloukh, calciatore israeliano
- 1º aprile - Tyrese Proctor, cestista australiano
- 1º aprile - Michael Udebuluzor, calciatore hongkonghese
- 1º aprile - Erick Marcus, calciatore brasiliano
- 2 aprile - Sidy Cissoko, cestista francese
- 2 aprile - Ender Echenique, calciatore venezuelano
- 2 aprile - Samuel Justo, calciatore portoghese
- 2 aprile - Dennis Kaygın, calciatore turco
- 2 aprile - Cheick Konaté, calciatore maliano
- 2 aprile - Mollie O'Callaghan, nuotatrice australiana
- 2 aprile - Tiago Machado, calciatore portoghese
- 2 aprile - Diana Šnajder, tennista russa
- 3 aprile - Matías Abaldo, calciatore uruguaiano
- 3 aprile - Stefanie Grob, sciatrice alpina svizzera
- 3 aprile - Roy Nawi, calciatore israeliano
- 3 aprile - Martina Vozza, sciatrice alpina italiana
- 4 aprile - Thiago Fernández, calciatore argentino
- 4 aprile - Nina Kajzba, calciatrice slovena
- 4 aprile - Mahdi Salem, calciatore qatariota
- 5 aprile - Miliano Jonathans, calciatore olandese
- 6 aprile - Nick Fichtinger, calciatore olandese
- 6 aprile - Hlynur Freyr Karlsson, calciatore islandese
- 6 aprile - Léo Mana, calciatore brasiliano
- 6 aprile - Malick Mbaye, calciatore senegalese
- 6 aprile - Henrique Rocha, tennista portoghese
- 6 aprile - Casey Simpson, attore statunitense
- 7 aprile - Vittoria Blasigh, cestista italiana
- 7 aprile - Pedro Budib, calciatore messicano
- 7 aprile - Luka Chalwell, calciatore anglo-verginiano
- 7 aprile - Mateo Flores, calciatore spagnolo
- 7 aprile - Matilde Jorge, tennista portoghese
- 7 aprile - Octavio Maretto, cestista argentino
- 7 aprile - Felipe Sánchez, calciatore argentino
- 7 aprile - Martin Wasinski, calciatore belga
- 7 aprile - Tarick Ximines, calciatore giamaicano
- 7 aprile - Ana Cristina de Souza, pallavolista brasiliana
- 8 aprile - Shiō Fukuda, calciatore giapponese
- 8 aprile - Menno Huising, ciclista su strada e ciclocrossista olandese
- 8 aprile - Molik Jesse Khan, calciatore trinidadiano
- 8 aprile - Rosita Reijnhout, ciclista su strada olandese
- 9 aprile - Muhammed Damar, calciatore tedesco
- 9 aprile - Colston Loveland, giocatore di football americano statunitense
- 10 aprile - Ismaël Gharbi, calciatore spagnolo
- 10 aprile - Jasmin Mathis, sciatrice alpina svizzera
- 10 aprile - Sávio Moreira de Oliveira, calciatore brasiliano
- 11 aprile - Rody Junior Effaghe, calciatore gabonese
- 11 aprile - Felix Reitter, giocatore di football americano austriaco
- 11 aprile - Rayvien Rosario, calciatore olandese
- 12 aprile - Kitija Bogdanova, slittinista lettone
- 12 aprile - Tyler Booker, giocatore di football americano statunitense
- 12 aprile - Kim Je-deok, arciere sudcoreano
- 12 aprile - Noah Kibet, mezzofondista keniota
- 13 aprile - Mari Boya, pilota automobilistico spagnolo
- 13 aprile - Akira Jacobs, cestista giapponese
- 13 aprile - Zheng Jiuyuan, tuffatore cinese
- 14 aprile - Johannes Kulset, ciclista su strada norvegese
- 14 aprile - Paul Magnier, ciclista su strada e mountain biker francese
- 14 aprile - Santiago Rollano, calciatore uruguaiano
- 15 aprile - Samuel Gidi, calciatore ghanese
- 15 aprile - Gvidas Gineitis, calciatore lituano
- 16 aprile - Ilias Akhomach, calciatore marocchino
- 16 aprile - Mio Backhaus, calciatore tedesco
- 16 aprile - Mateusz Kowalczyk, calciatore polacco
- 16 aprile - Carla Leite, cestista francese
- 17 aprile - Kyla-Drew, attrice statunitense
- 17 aprile - Nicolás Siri, calciatore uruguaiano
- 17 aprile - Adi Yona, calciatore israeliano
- 18 aprile - Francisco Bregante, calciatore uruguaiano
- 18 aprile - Nick Smith, cestista statunitense
- 19 aprile - Alessia Federici, ginnasta italiana
- 19 aprile - Allan Andrade Elias, calciatore brasiliano
- 19 aprile - Riccarda Ruetz, slittinista austriaca
- 19 aprile - Abner, calciatore brasiliano
- 20 aprile - Chen Shuo, sciatore freestyle cinese
- 20 aprile - Josué Doké, calciatore togolese
- 20 aprile - Danila Godjaev, calciatore russo
- 20 aprile - Tomás Jacob, calciatore argentino
- 20 aprile - Dijon Kameri, calciatore austriaco
- 20 aprile - Guilherme Biro, calciatore brasiliano
- 20 aprile - Amanallah Memmiche, calciatore tunisino
- 20 aprile - Luisa Romanenko, ex slittinista tedesca
- 20 aprile - Kel'el Ware, cestista statunitense
- 20 aprile - Óscar Zambrano, calciatore ecuadoriano
- 21 aprile - Mamadou Coulibaly, calciatore francese
- 21 aprile - Maxim Dekker, calciatore olandese
- 21 aprile - Joel Ordóñez, calciatore ecuadoriano
- 22 aprile - Chiara Diky, nuotatrice artistica slovacca
- 22 aprile - Juan Manuel Jorge, calciatore uruguaiano
- 22 aprile - Melissa Peperkamp, snowboarder olandese
- 23 aprile - Teagan Croft, attrice australiana
- 23 aprile - Mateusão, calciatore brasiliano
- 23 aprile - Liu Mengting, sciatrice freestyle cinese
- 23 aprile - Diogo Moreira, pilota motociclistico brasiliano
- 23 aprile - Joshua Rawlins, calciatore australiano
- 23 aprile - Gustavo Ribeiro Neves, calciatore brasiliano
- 23 aprile - Fred Richard, ginnasta statunitense
- 23 aprile - Anastasija Soboljeva, tennista ucraina
- 23 aprile - Luca Spiegel, pistard tedesco
- 23 aprile - Wang Xiaoyou, sincronetta cinese
- 23 aprile - Wejdene, cantante francese
- 23 aprile - Zhang Xiaoyou, nuotatrice artistica cinese
- 24 aprile - Anastasija Kapralova, pallavolista russa
- 24 aprile - Isaac Rodrigues de Lima, calciatore brasiliano
- 25 aprile - Jehor Jarmoljuk, calciatore ucraino
- 25 aprile - Michael Olakigbe, calciatore inglese
- 25 aprile - Nicolás Rodríguez, calciatore colombiano
- 25 aprile - Miguel Terceros, calciatore boliviano
- 25 aprile - Álex Valle, calciatore spagnolo
- 26 aprile - Costantino Favasuli, calciatore italiano
- 26 aprile - Miłosz Matysik, calciatore polacco
- 27 aprile - Matvej Lukin, calciatore russo
- 27 aprile - Ivan Pacholjuk, calciatore ucraino
- 27 aprile - Anna Pavletsova, nuotatrice artistica kazaka
- 28 aprile - Noah Allen, calciatore statunitense
- 28 aprile - Oona Sevenius, calciatrice finlandese
- 28 aprile - Victor Gabriel, calciatore brasiliano
- 29 aprile - Je'Von Evans, wrestler statunitense
- 29 aprile - Chuki, calciatore spagnolo
- 30 aprile - Emilia Mondinelli, sciatrice alpina italiana
- 30 aprile - Bogdan Moskvičev, calciatore russo

## Maggio(123)
- 1º maggio - Charli D'Amelio, ballerina statunitense
- 1º maggio - Thibaud Gruel, ciclista su strada e ciclocrossista francese
- 1º maggio - SadSvit, cantante ucraino
- 1º maggio - Facundo de León, calciatore uruguaiano
- 2 maggio - Anastasia Pagonis, nuotatrice statunitense
- 2 maggio - Agustín Rodríguez, calciatore argentino
- 3 maggio - Barry Baltus, pilota motociclistico belga
- 3 maggio - Samuel Firewu, siepista e mezzofondista etiope
- 3 maggio - Filippo Gallo, cestista italiano
- 3 maggio - Maximiliano Gutiérrez, calciatore cileno
- 3 maggio - Téo James Michel, calciatore haitiano
- 3 maggio - Andrey Santos, calciatore brasiliano
- 3 maggio - Aleksandar Pavlović, calciatore tedesco
- 3 maggio - Simone Santi, calciatore sammarinese
- 4 maggio - Sultan Adil Mohamed, calciatore emiratino
- 4 maggio - Dodo Dokou, calciatore beninese
- 4 maggio - Nicolás Fuica, calciatore uruguaiano
- 4 maggio - Maximiliano González, calciatore argentino
- 4 maggio - Rithvik Raja, scacchista indiano
- 4 maggio - Kanon Tani, attrice giapponese
- 5 maggio - Oliver Arblaster, calciatore inglese
- 5 maggio - Haley Bugeja, calciatrice maltese
- 5 maggio - Collins Kiprotich, mezzofondista keniota
- 5 maggio - Alessandro Mazzara, skater italiano
- 5 maggio - Kirsty Muir, sciatrice freestyle britannica
- 5 maggio - Samu Aghehowa, calciatore spagnolo
- 5 maggio - Lúcio Rocha, giocatore di calcio a 5 portoghese
- 5 maggio - Giulia Segatori, ginnasta italiana
- 5 maggio - Daniel Wolf, cestista statunitense
- 5 maggio - Noam Yaacov, cestista danese
- 6 maggio - Cauan Barros, calciatore brasiliano
- 6 maggio - Klara Bleyer, nuotatrice artistica tedesca
- 6 maggio - Elizabeth Dekkers, nuotatrice australiana
- 6 maggio - Dylan Demuynck, calciatore belga
- 6 maggio - Élysée Logbo, calciatore francese
- 6 maggio - Brodie Spencer, calciatore nordirlandese
- 7 maggio - Ashlyn Krueger, tennista statunitense
- 8 maggio - Sérgio Malé, calciatore saotomense
- 8 maggio - Lukáš Mašek, calciatore ceco
- 8 maggio - Mason Taylor, giocatore di football americano statunitense
- 8 maggio - Charbel Wehbe, calciatore dominicano
- 9 maggio - Maika Hamano, calciatrice giapponese
- 9 maggio - Christ Makosso, calciatore congolese (Repubblica del Congo)
- 9 maggio - Luca Porro, pallavolista italiano
- 9 maggio - Matthew Sheridan, calciatore neozelandese
- 10 maggio - Bilal El Khannouss, calciatore marocchino
- 11 maggio - Ayman El Wafi, calciatore marocchino
- 11 maggio - Dennis González Boneu, nuotatore artistico spagnolo
- 11 maggio - Luca Van Assche, tennista francese
- 11 maggio - Victor Hugo, calciatore brasiliano
- 12 maggio - Álvaro Bastida, calciatore spagnolo
- 12 maggio - Mateo Chávez, calciatore messicano
- 12 maggio - Glocky, rapper italiano
- 12 maggio - Tomasine De Brito, sciatrice alpina svedese
- 12 maggio - Karlos Nasar, sollevatore bulgaro
- 12 maggio - Seb Palmer-Houlden, calciatore inglese
- 13 maggio - Pieter Coetze, nuotatore sudafricano
- 13 maggio - Juanma Herzog, calciatore spagnolo
- 13 maggio - Albert Labík, calciatore ceco
- 13 maggio - Sebastian Otoa, calciatore danese
- 14 maggio - Ayoub Amraoui, calciatore marocchino
- 14 maggio - Yves Missi, cestista camerunese
- 14 maggio - Saliou Niang, cestista senegalese
- 14 maggio - Kōta Tawaratsumida, calciatore giapponese
- 14 maggio - Gonzalo Trindade, calciatore argentino
- 14 maggio - Klára Ulrichová, saltatrice con gli sci ceca
- 15 maggio - Federico Borolo, giocatore di calcio a 5 italiano
- 15 maggio - Mahamadou Doumbia, calciatore maliano
- 15 maggio - Mario Sauer, calciatore slovacco
- 15 maggio - Gabriel Slonina, calciatore statunitense
- 16 maggio - Alessia Macchi, nuotatrice artistica italiana
- 16 maggio - Kyrylo Sihejev, calciatore ucraino
- 17 maggio - Yan Phillipe, calciatore brasiliano
- 18 maggio - Anthony Aires, calciatore uruguaiano
- 18 maggio - Victoria Olivier, sciatrice alpina austriaca
- 19 maggio - Tomás Guiacobini, calciatore argentino
- 19 maggio - Luca Klimowicz, calciatore argentino
- 19 maggio - Emily Newnham, ostacolista e velocista britannica
- 19 maggio - Dominik Prpić, calciatore croato
- 19 maggio - Alondra Tapia, pallavolista dominicana
- 20 maggio - Victor Hugo Ramos de Souza, calciatore brasiliano
- 21 maggio - Aoi Itō, tennista giapponese
- 21 maggio - Thitipoom Marksin, tuffatore thailandese
- 21 maggio - João Moreira, calciatore portoghese
- 21 maggio - Gabriel Oualengbe, calciatore centrafricano
- 21 maggio - Jordan Stolz, pattinatore di velocità su ghiaccio statunitense
- 21 maggio - Hanne Vandewinkel, tennista belga
- 22 maggio - Summer H. Howell, attrice canadese
- 22 maggio - Bojan Kovačević, calciatore serbo
- 22 maggio - Peyton Elizabeth Lee, attrice statunitense
- 22 maggio - Moreno Živković, calciatore croato
- 23 maggio - Miska Ylitolva, calciatore finlandese
- 24 maggio - Cadu, calciatore brasiliano
- 24 maggio - Yvandro Borges Sanches, calciatore lussemburghese
- 24 maggio - Youssef Chermiti, calciatore portoghese
- 24 maggio - Axel Encinas, calciatore argentino
- 24 maggio - Albin Larsson, sciatore alpino svedese
- 24 maggio - Fer López, calciatore spagnolo
- 24 maggio - Sami Meguetounif, pilota automobilistico francese
- 24 maggio - Daniil Šantalij, calciatore russo
- 25 maggio - Pedro Acosta, pilota motociclistico spagnolo
- 25 maggio - Yellu Santiago, calciatore spagnolo
- 27 maggio - Kaïlé Auvray, calciatore statunitense
- 27 maggio - Alessandro Bovolenta, pallavolista italiano
- 27 maggio - Ihor Horbach, calciatore ucraino
- 27 maggio - Antoine Mendy, calciatore francese
- 27 maggio - Sara Thaler, sciatrice alpina italiana
- 27 maggio - Yanick Wasser, saltatore con gli sci svizzero
- 27 maggio - You Young, pattinatrice artistica su ghiaccio sudcoreana
- 27 maggio - Jonathan Jesus, calciatore brasiliano
- 28 maggio - Adama Bojang, calciatore gambiano
- 28 maggio - Zhang Jiaqi, tuffatrice cinese
- 28 maggio - Maite Zubieta, calciatrice spagnola
- 30 maggio - Ahmed Al-Rawi, calciatore qatariota
- 30 maggio - Miro Little, cestista finlandese
- 30 maggio - Arina Myasnikova, nuotatrice artistica kazaka
- 30 maggio - Georgiana Sesay, velocista sierraleonese
- 31 maggio - Brajan Gruda, calciatore tedesco
- 31 maggio - Kang Sang-yun, calciatore sudcoreano
- 31 maggio - Léandre Kuavita, calciatore belga
- 31 maggio - Hakan Şükrü Kurnaz, sollevatore turco
- 31 maggio - Rayan Rupert, cestista francese
- 31 maggio - Alberto Surra, pilota motociclistico italiano

## Giugno(134)
- 1º giugno - Taylor Barnard, pilota automobilistico britannico
- 1º giugno - Reda Belahyane, calciatore marocchino
- 1º giugno - Lucrezia Grande, giocatrice di curling italiana
- 1º giugno - Andreas Schjelderup, calciatore norvegese
- 1º giugno - Moussa Yeo, calciatore maliano
- 1º giugno - Gjivai Zechiël, calciatore olandese
- 1º giugno - Emirhan İlkhan, calciatore turco
- 2 giugno - Juan Gauto, calciatore argentino
- 2 giugno - Helin Kandemir, attrice e doppiatrice turca
- 2 giugno - Leïla Lacan, cestista francese
- 2 giugno - Mattéo Nkurunziza, calciatore burundese
- 2 giugno - Ibrahim Zubairu, calciatore ghanese
- 2 giugno - Matěj Šín, calciatore ceco
- 3 giugno - Augusto Scarone, calciatore uruguaiano
- 4 giugno - Andrea Barnabà, tuffatore italiano
- 4 giugno - Mirko Belloni, rugbista a 15 italiano
- 4 giugno - Arzu Jalilova, ginnasta azera
- 4 giugno - Sacha M'Baka, calciatore centrafricano
- 4 giugno - Juan Núñez, cestista spagnolo
- 4 giugno - Vittoria Quoiani, ginnasta italiana
- 4 giugno - Santiago Salle, calciatore argentino
- 4 giugno - Héctor Uribe, calciatore messicano
- 5 giugno - Lukáš Ambros, calciatore ceco
- 5 giugno - Iván Cornejo, cantante statunitense
- 5 giugno - Osmar Olvera, tuffatore messicano
- 5 giugno - Luca Paletti, ciclista su strada e ciclocrossista italiano
- 6 giugno - Nikola Iliev, calciatore bulgaro
- 6 giugno - Park Tae-joon, taekwondoka sudcoreano
- 6 giugno - Coleman Wong, tennista hongkonghese
- 7 giugno - Xavier Adang, calciatore camerunese
- 7 giugno - Miguel Chaiwa, calciatore zambiano
- 8 giugno - Francesca Capaldi, attrice statunitense
- 8 giugno - Krzysztof Chmielewski, nuotatore polacco
- 8 giugno - Ousmane Diao, calciatore senegalese
- 8 giugno - Faustas Steponavičius, calciatore lituano
- 8 giugno - Omar Valencia, calciatore panamense
- 9 giugno - Sławomir Abramowicz, calciatore polacco
- 9 giugno - Khalil Fayad, calciatore francese
- 9 giugno - Luis Fernando Paz, calciatore boliviano
- 9 giugno - Carson Tyler, tuffatore statunitense
- 10 giugno - Gayle, cantautrice statunitense
- 10 giugno - Wouter Goes, calciatore olandese
- 10 giugno - Georgia Harris, velocista australiana
- 10 giugno - Kymani Nedd, calciatore olandese
- 10 giugno - Timothy Ouma, calciatore keniota
- 10 giugno - Sadibou Sané, calciatore senegalese
- 11 giugno - Oleh Puškar'ov, calciatore ucraino
- 11 giugno - Katrina Scott, tennista statunitense
- 11 giugno - Lucas Sequeira, calciatore uruguaiano
- 12 giugno - Arthur Fils, tennista francese
- 12 giugno - Yaya Fofana, calciatore ivoriano
- 12 giugno - Matilde Pavan, calciatrice italiana
- 12 giugno - Églantine Rayer, ciclista su strada francese
- 13 giugno - Kaimauri Erati, sollevatore gilbertese
- 13 giugno - Wayne Frederick, calciatore trinidadiano
- 13 giugno - Maria Gismondi, fondista italiana
- 13 giugno - Matija Gluščević, calciatore serbo
- 13 giugno - Douglas Mendes, calciatore brasiliano
- 13 giugno - Garance Meyer, sciatrice alpina francese
- 14 giugno - David Martínez, calciatore argentino
- 15 giugno - Jewison Bennette, calciatore costaricano
- 15 giugno - Agustín Rodríguez Piendibene, calciatore uruguaiano
- 15 giugno - Alexis Segovia, calciatore argentino
- 16 giugno - Jano Gordon, calciatore argentino
- 16 giugno - Jahkeele Marshall-Rutty, calciatore canadese
- 16 giugno - Uroš Miladinović, calciatore serbo
- 16 giugno - François Mughe, calciatore camerunese
- 16 giugno - Anna Musci, pesista italiana
- 16 giugno - Martín Suárez, calciatore uruguaiano
- 16 giugno - Dmitrij Vasil'ev, calciatore russo
- 16 giugno - Nikola Zečević, calciatore serbo
- 17 giugno - Anton Carenko, calciatore ucraino
- 17 giugno - Juan Facundo Crisafi, calciatore argentino
- 17 giugno - Lucas Nicolás Gómez, calciatore argentino
- 17 giugno - Nathaniel James, calciatore trinidadiano
- 17 giugno - Solana Sierra, tennista argentina
- 18 giugno - Talia Gibson, tennista australiana
- 18 giugno - Linda Klimovičová, tennista ceca
- 18 giugno - Tobias Lauritsen, calciatore danese
- 18 giugno - Sophie Tabbiani, nuotatrice artistica italiana
- 19 giugno - Louis Ashbourne Serkis, attore britannico
- 19 giugno - Michael Forbes, calciatore nordirlandese
- 19 giugno - Millie Gibson, attrice britannica
- 19 giugno - Hayden Matthews, calciatore australiano
- 19 giugno - Agustín Ojeda, calciatore argentino
- 20 giugno - William Clem, calciatore danese
- 20 giugno - Bjoern Koerdt, ciclista britannico
- 20 giugno - İzzet Çelik, calciatore turco
- 21 giugno - Anthony Dennis, calciatore nigeriano
- 21 giugno - Pierre Dwomoh, calciatore belga
- 21 giugno - Elena Gerasimova, ginnasta russa
- 22 giugno - Franco González, calciatore uruguaiano
- 22 giugno - Nadia Krezyman, calciatrice polacca
- 22 giugno - Facundo Muñoa, calciatore uruguaiano
- 22 giugno - Juan Pablo Torres Patiño, calciatore colombiano
- 22 giugno - Nienke Vinke, ciclista su strada e ciclocrossista olandese
- 23 giugno - Mana Ashida, attrice e cantante giapponese
- 23 giugno - Luciano Pascual, calciatore argentino
- 23 giugno - Aleksandra Trusova, pattinatrice artistica su ghiaccio russa
- 24 giugno - Ėrika Andreeva, tennista russa
- 24 giugno - Gijs Besselink, calciatore olandese
- 24 giugno - Mattia Boninfante, pallavolista italiano
- 24 giugno - Oaklee Pendergast, attore britannico
- 24 giugno - Reed Sheppard, cestista statunitense
- 25 giugno - Pape Amadou Diallo, calciatore senegalese
- 25 giugno - Saba Goglichidze, calciatore georgiano
- 25 giugno - Matteo Scalco, ciclista su strada italiano
- 25 giugno - Mikhail Shaidorov, pattinatore artistico su ghiaccio kazako
- 25 giugno - Katie Shanahan, nuotatrice britannica
- 25 giugno - Santiago van der Putten, calciatore costaricano
- 26 giugno - Melvin Ajinça, cestista francese
- 26 giugno - Jonas Buhl Bjerre, scacchista danese
- 26 giugno - Jan Christen, ciclista su strada, ciclocrossista e mountain biker svizzero
- 26 giugno - Eli Ndiaye, cestista senegalese
- 26 giugno - Joel Poiso, calciatore uruguaiano
- 27 giugno - Arianna Becheroni, attrice italiana
- 27 giugno - Hugo Larsson, calciatore svedese
- 27 giugno - Cristhian Mosquera, calciatore spagnolo
- 27 giugno - Stredair Appuah, calciatore francese
- 28 giugno - Diego Barrera, calciatore argentino
- 28 giugno - Kévin Danois, calciatore francese
- 28 giugno - Franculino Gluda Djú, calciatore guineense
- 28 giugno - Izan Guevara, pilota motociclistico spagnolo
- 28 giugno - Jeremías Lázaro, calciatore argentino
- 28 giugno - Soumaila Magassouba, calciatore maliano
- 28 giugno - Oliwier Zych, calciatore polacco
- 28 giugno - Dominika Šalková, tennista ceca
- 29 giugno - Tommaso Corazza, calciatore italiano
- 29 giugno - Jolana Hradilová, combinatista nordica ceca
- 29 giugno - Ferdia Shaw, attore irlandese
- 29 giugno - Nemanja Trifunović, calciatore serbo
- 29 giugno - Mykel Williams, giocatore di football americano statunitense
- 30 giugno - Claire Curzan, nuotatrice statunitense
- 30 giugno - Kira Kimura, snowboarder giapponese

## Luglio(96)
- 1º luglio - Alejandro Garnacho, calciatore spagnolo
- 1º luglio - Jackson Hopkins, calciatore statunitense
- 1º luglio - Poriya Khanzadeh, pallavolista iraniano
- 2 luglio - Caitlin Carmichael, attrice, modella e ballerina statunitense
- 2 luglio - Deniz Gül, calciatore svedese
- 2 luglio - Jordan James, calciatore inglese
- 2 luglio - Rome-Jayden Owusu-Oduro, calciatore olandese
- 3 luglio - Filip Bundgaard, calciatore danese
- 4 luglio - Nikola Miličić, calciatore serbo
- 4 luglio - Tobias Storm, calciatore danese
- 5 luglio - Alejandro Parada, lunghista cubano
- 5 luglio - Cristhoper Zambrano, calciatore ecuadoriano
- 6 luglio - Damion Downs, calciatore tedesco
- 6 luglio - Elián Irala, calciatore argentino
- 6 luglio - Dylan Kingwell, attore canadese
- 6 luglio - Azareye'h Thomas, giocatore di football americano statunitense
- 6 luglio - Başar Önal, calciatore turco
- 7 luglio - Josimar Alcócer, calciatore costaricano
- 7 luglio - Rogelio Cortéz, calciatore messicano
- 7 luglio - Allison Mollin, sciatrice alpina statunitense
- 7 luglio - Lanlana Tararudee, tennista thailandese
- 7 luglio - Rav van den Berg, calciatore olandese
- 8 luglio - Tim Meyer, calciatore svizzero
- 8 luglio - Cam Whitmore, cestista statunitense
- 9 luglio - Trevor Etienne, giocatore di football americano statunitense
- 9 luglio - Jakub Jezierski, calciatore polacco
- 9 luglio - Maksim Kirėeŭ, calciatore bielorusso
- 9 luglio - Philipp Kälin, sciatore alpino svizzero
- 10 luglio - Mateus Fernandes, calciatore portoghese
- 10 luglio - Michael Kayode, calciatore italiano
- 10 luglio - Otso Liimatta, calciatore finlandese
- 12 luglio - Ella Ramsay, nuotatrice australiana
- 12 luglio - Oscar Andreas Sandvik, sciatore alpino norvegese
- 12 luglio - Lani Wittevrongel, pistard e ciclista su strada belga
- 13 luglio - Faith Cherotich, ostacolista keniana
- 13 luglio - Nihal Sarin, scacchista indiano
- 13 luglio - Florence Tremblay, nuotatrice artistica canadese
- 14 luglio - Geovanny Almeida, calciatore portoghese
- 14 luglio - Noah Clowney, cestista statunitense
- 14 luglio - Mikayil Faye, calciatore senegalese
- 14 luglio - Román Gómez, calciatore argentino
- 14 luglio - Álvaro Rodríguez, calciatore uruguaiano
- 15 luglio - Taichi Fukui, calciatore giapponese
- 15 luglio - Ricardo Peña, calciatore costaricano
- 16 luglio - Ruby Barnhill, attrice britannica
- 16 luglio - James Beadle, calciatore inglese
- 16 luglio - Emersonn, calciatore brasiliano
- 16 luglio - Amiah Miller, attrice statunitense
- 17 luglio - Alexandru Musi, calciatore rumeno
- 18 luglio - Choi Woo-jin, calciatore sudcoreano
- 18 luglio - Safouane Karim, calciatore olandese
- 18 luglio - Emma Leonie Malewski, ginnasta tedesca
- 19 luglio - Malamine Efekele, calciatore francese
- 20 luglio - Harold Fannin Jr., giocatore di football americano statunitense
- 20 luglio - Omari Forson, calciatore inglese
- 20 luglio - Carlos Garach, nuotatore spagnolo
- 20 luglio - Maja Jelčić, calciatrice bosniaca
- 20 luglio - Vilho Palosaari, saltatore con gli sci finlandese
- 20 luglio - Nicolás Sánchez, calciatore argentino
- 21 luglio - Franco Cabrera, calciatore uruguaiano
- 21 luglio - Angela Passeri, calciatrice italiana
- 22 luglio - Yankuba Minteh, calciatore gambiano
- 22 luglio - Danil Vasil'ev, saltatore con gli sci kazako
- 23 luglio - Valentín Barco, calciatore argentino
- 23 luglio - Stefano Belotti, tuffatore italiano
- 23 luglio - Oleh Fedor, calciatore ucraino
- 23 luglio - Luca Marianucci, calciatore italiano
- 23 luglio - Samuele Segreto, attore e ballerino italiano
- 24 luglio - Hillary Diaz, calciatrice francese
- 24 luglio - Tatum Grosdidier, sciatrice alpina statunitense
- 24 luglio - Warren Madrigal, calciatore costaricano
- 24 luglio - Christian Ordoñez, calciatore argentino
- 24 luglio - Severin Schlegel, calciatore liechtensteinese
- 24 luglio - Nikolai Hopland, calciatore norvegese
- 25 luglio - Ángel Ortiz, calciatore spagnolo
- 25 luglio - Juan José Pérez Suaza, calciatore colombiano
- 25 luglio - Gustavo Mancha, calciatore brasiliano
- 26 luglio - Bilal Coulibaly, cestista francese
- 26 luglio - Alexīs Kalogeropoulos, calciatore greco
- 26 luglio - Dilano van 't Hoff, pilota automobilistico olandese († 2023)
- 27 luglio - Josef Al-Imam, calciatore iracheno
- 27 luglio - Manu Bueno, calciatore spagnolo
- 27 luglio - Juan Castilla, calciatore colombiano
- 27 luglio - Kevin Kelsy, calciatore venezuelano
- 27 luglio - Giovanni Lazzaro, mezzofondista italiano
- 27 luglio - Juan Mina, calciatore colombiano
- 27 luglio - Cher Ndour, calciatore italiano
- 27 luglio - Tobías Rubio, calciatore argentino
- 29 luglio - Luca Borgonovo, canottiere italiano
- 30 luglio - Sofia Bertucci, calciatrice italiana
- 30 luglio - YNY Sebi, rapper rumeno
- 30 luglio - Reynold Cheruiyot, mezzofondista keniota
- 30 luglio - Eduard Rădăslăvescu, calciatore rumeno
- 31 luglio - Mathias Delorge, calciatore belga
- 31 luglio - Abubakar Inalkaev, calciatore russo
- 31 luglio - Anne-Catherine Théberge, sciatrice alpina canadese

## Agosto(107)
- 1º agosto - Alfie Devine, calciatore inglese
- 1º agosto - Dariq Whitehead, cestista statunitense
- 1º agosto - Chusrav Toirov, calciatore tagiko
- 1º agosto - Emmanuel Wanyonyi, mezzofondista keniota
- 2 agosto - Elijah Campbell, calciatore inglese
- 2 agosto - Gabin Janet, sciatore alpino svizzero
- 2 agosto - Issiaka Kamate, calciatore francese
- 2 agosto - Aljoscha Kemlein, calciatore tedesco
- 2 agosto - Ángelo Marchese, calciatore argentino
- 2 agosto - Julia Mühlbacher, saltatrice con gli sci austriaca
- 2 agosto - Augustine Njoku, calciatore nigeriano
- 2 agosto - Zhaklin Yakimova, nuotatrice artistica kazaka
- 3 agosto - Bilal Bafdili, calciatore belga
- 3 agosto - Ruben van Bommel, calciatore olandese
- 4 agosto - Anton Korčuk, saltatore con gli sci ucraino
- 4 agosto - Christopher Morales Williams, velocista canadese
- 4 agosto - Iván Ortolá, pilota motociclistico spagnolo
- 4 agosto - Pan Zhanle, nuotatore cinese
- 5 agosto - Gavi, calciatore spagnolo
- 6 agosto - Aliçoni Ajni, calciatore tagiko
- 6 agosto - Isabella Pedrazzi, sciatrice alpina svizzera
- 6 agosto - Božidar Sarăbojukov, lunghista e triplista bulgaro
- 6 agosto - Maksymilian Szwed, velocista polacco
- 6 agosto - Diego Moreira, calciatore belga
- 7 agosto - Olivier Aertssen, calciatore olandese
- 7 agosto - Rodrigo Cabrera, calciatore uruguaiano
- 7 agosto - Agate Caune, mezzofondista lettone
- 7 agosto - Dave Kwakman, calciatore olandese
- 7 agosto - Svjatoslav Nazarenko, saltatore con gli sci e ex combinatista nordico kazako
- 7 agosto - Hazuki Watanabe, ginnasta giapponese
- 7 agosto - Mario Dorgeles, calciatore ivoriano
- 8 agosto - Jamie Bynoe-Gittens, calciatore inglese
- 8 agosto - Moa Granat, ostacolista e velocista svedese
- 8 agosto - Bar Lin, calciatore israeliano
- 9 agosto - Georgij Arutjunjan, calciatore russo
- 9 agosto - Diana Bajeva, ginnasta ucraina
- 9 agosto - Josephine Di Fine, cestista italiana
- 9 agosto - Alex Freeman, calciatore statunitense
- 9 agosto - Leonel Pérez, calciatore argentino
- 9 agosto - Idan Gorno, calciatore israeliano
- 9 agosto - Eguinaldo, calciatore brasiliano
- 10 agosto - Yotaro Sato, nuotatore artistico giapponese
- 10 agosto - Jordhy Thompson, calciatore cileno
- 10 agosto - Lisa Vaelen, ginnasta belga
- 11 agosto - Kevin Coronel, calciatore argentino
- 11 agosto - Nikita Saltykov, calciatore russo
- 11 agosto - Umut Tohumcu, calciatore tedesco
- 11 agosto - Bautista Tomatis, calciatore argentino
- 12 agosto - Giorgia Lucia Macino, nuotatrice artistica italiana
- 12 agosto - Wan Letian, nuotatrice cinese
- 13 agosto - Martha Anthoulī, pallavolista greca
- 13 agosto - Sōta Kitano, calciatore giapponese
- 14 agosto - Jay Herdman, calciatore neozelandese
- 14 agosto - Janna van Kooten, nuotatrice olandese
- 14 agosto - Marsai Martin, attrice e produttrice cinematografica statunitense
- 14 agosto - James Nnaji, cestista nigeriano
- 14 agosto - Niina Petrõkina, pattinatrice artistica su ghiaccio estone
- 14 agosto - Swamy Rotolo, attrice italiana
- 14 agosto - Hellen Tenorio, altista colombiana
- 14 agosto - Vladislava Urazova, ginnasta russa
- 15 agosto - Mahmudu Bajo, calciatore gambiano
- 15 agosto - Nickco Palamaras, sciatore alpino statunitense
- 16 agosto - Simon Ebonog, calciatore camerunese
- 16 agosto - Cvetomira Mitkova, pallavolista bulgara
- 16 agosto - Kai Owens, sciatrice freestyle statunitense
- 17 agosto - Tia Clayton, velocista giamaicana
- 17 agosto - Ognjen Mimović, calciatore serbo
- 17 agosto - Demir Ege Tıknaz, calciatore turco
- 18 agosto - Catriel Cabellos, calciatore argentino
- 18 agosto - Alexander Hernández, calciatore uruguaiano
- 18 agosto - Antoni Kozubal, calciatore polacco
- 18 agosto - Louna Ribadeira, calciatrice francese
- 19 agosto - Cindy Haasch, combinatista nordica tedesca
- 19 agosto - Hamza Shibli, calciatore israeliano
- 20 agosto - Santiago Silva, calciatore uruguaiano
- 20 agosto - Nicolò Tresoldi, calciatore italiano
- 23 agosto - Erik Belshaw, saltatore con gli sci statunitense
- 23 agosto - Ilay Feingold, calciatore israeliano
- 23 agosto - Frederick Lubin, pilota automobilistico britannico
- 23 agosto - Troy Podmilsak, sciatore freestyle statunitense
- 24 agosto - Jordi Caceres Iglesias, nuotatore artistico spagnolo
- 24 agosto - Jakub Jakubko, calciatore slovacco
- 24 agosto - Ignacio Pintos, calciatore uruguaiano
- 24 agosto - Katja Skupień, calciatrice polacca
- 25 agosto - Willy Kambwala, calciatore congolese (Repubblica Democratica del Congo)
- 25 agosto - Alex Michelsen, tennista statunitense
- 25 agosto - Rokas Pukštas, calciatore statunitense
- 25 agosto - Nic Scourton, giocatore di football americano statunitense
- 25 agosto - Wei Xiaoyuan, ginnasta cinese
- 26 agosto - Paulo Vitor Monteiro, calciatore brasiliano
- 27 agosto - Ryan Andrews, calciatore inglese
- 27 agosto - Pierick Charest, sciatore alpino canadese
- 27 agosto - Hena Kurtagić, pallavolista serba
- 27 agosto - Sergey Muradyan, calciatore russo
- 27 agosto - Gonçalo Tavares, ciclista su strada portoghese
- 28 agosto - Titouan Castryck, canoista francese
- 28 agosto - Edan Diop, calciatore francese
- 28 agosto - Zhang Minjie, tuffatrice cinese
- 29 agosto - Moka Fujii, nuotatrice artistica giapponese
- 29 agosto - Madiou Keita, calciatore guineano
- 29 agosto - Orri Óskarsson, calciatore islandese
- 30 agosto - Alexandre Duchaine, sciatore freestyle canadese
- 30 agosto - Ramiro Árciga, calciatore messicano
- 31 agosto - Linus Carlstrand, calciatore svedese
- 31 agosto - Tiziano Correa, calciatore uruguaiano
- 31 agosto - Umeh Emmanuel, calciatore nigeriano
- 31 agosto - Jang Won-young, cantante e conduttrice televisiva sudcoreana

## Settembre(92)
- 1º settembre - Ellen Wangerheim, calciatrice svedese
- 2 settembre - Carl Wattana Bennett, pilota automobilistico thailandese
- 2 settembre - Berke Büyüktuncel, cestista turco
- 2 settembre - Tristan Gooijer, calciatore olandese
- 2 settembre - Or Israelov, calciatore israeliano
- 2 settembre - Dorian Le Clech, attore francese
- 3 settembre - Alessandra Gasparelli, velocista sammarinese
- 3 settembre - Anan Khalaili, calciatore israeliano
- 3 settembre - Sofija Macijevs'ka, nuotatrice artistica ucraina
- 4 settembre - Hanna Faulhaber, sciatrice freestyle statunitense
- 4 settembre - Moutaz Neffati, calciatore svedese
- 4 settembre - Kōta Takai, calciatore giapponese
- 4 settembre - Ja'Kobe Walter, cestista statunitense
- 5 settembre - Robin Montgomery, tennista statunitense
- 6 settembre - Luca D'Andrea, calciatore italiano
- 6 settembre - Melween N'Dongala, calciatrice francese
- 7 settembre - Amir Ganah, calciatore israeliano
- 7 settembre - Zsombor Gruber, calciatore ungherese
- 7 settembre - Kacper Urbański, calciatore polacco
- 8 settembre - Lewis Hall, calciatore inglese
- 8 settembre - Nicolás Paz, calciatore argentino
- 9 settembre - Marselino Ferdinan, calciatore indonesiano
- 9 settembre - Jorg Schreuders, calciatore olandese
- 10 settembre - Gabriel Bateman, attore statunitense
- 10 settembre - Anna Konanykhina, tuffatrice russa
- 10 settembre - Nora Lindahl, velocista svedese
- 10 settembre - Pablo Viudez, calciatore uruguaiano
- 11 settembre - Raki Aouani, calciatore tunisino
- 11 settembre - Charlotte Kempenaers-Pocz, tennista australiana
- 11 settembre - Andrea Spendolini-Sirieix, tuffatrice britannica
- 12 settembre - Deva Cassel, attrice e modella italiana
- 12 settembre - Chen Jia, tuffatrice cinese
- 12 settembre - Gísli Þórðarson, calciatore islandese
- 13 settembre - Hamish McKenzie, ciclista su strada australiano
- 13 settembre - Susanna Pedotti, nuotatrice artistica italiana
- 14 settembre - Lio Baraldi, sciatore alpino francese
- 14 settembre - Dylan Sampson, giocatore di football americano statunitense
- 15 settembre - Luca Koleosho, calciatore statunitense
- 15 settembre - Garang Kuol, calciatore sudsudanese
- 15 settembre - Lars Mol, calciatore olandese
- 15 settembre - Rodrigo Pintado, calciatore uruguaiano
- 15 settembre - David Popovici, nuotatore rumeno
- 16 settembre - Lauge Sandgrav, calciatore danese
- 17 settembre - Alex Juárez, calciatore argentino
- 18 settembre - Nodirbek Abdusattorov, scacchista uzbeko
- 18 settembre - Elisa Brunel, nuotatrice artistica statunitense
- 18 settembre - Santiago Castro, calciatore argentino
- 18 settembre - Esteban Masson, pilota automobilistico francese
- 18 settembre - Plamena Mitkova, lunghista bulgara
- 18 settembre - Marin Šotiček, calciatore croato
- 19 settembre - Paddy McClafferty, calciatore gibilterriano
- 19 settembre - Matías Silva, calciatore uruguaiano
- 20 settembre - Chiara Fabiano, doppiatrice italiana
- 20 settembre - Ali Jebeli, nuotatore iraniano
- 21 settembre - Mylan Benjamin, calciatore montserratiano
- 21 settembre - Theo Bergvall, calciatore svedese
- 21 settembre - Shōko Miyata, ginnasta giapponese
- 21 settembre - Nico Pino, pilota automobilistico cileno
- 22 settembre - Jessie Murph, cantante statunitense
- 22 settembre - Mateo Rivero, calciatore uruguaiano
- 22 settembre - Andy Visser, calciatore olandese
- 23 settembre - Connor Curran, sciatore freestyle statunitense
- 23 settembre - Anthony Gonzalez, attore statunitense
- 23 settembre - Cristian Mihai, calciatore rumeno
- 23 settembre - Niccolò Pisilli, calciatore italiano
- 24 settembre - Zoe Bäckstedt, ciclista su strada, pistard e ciclocrossista britannica
- 24 settembre - Josiah Dyer, calciatore montserratiano
- 24 settembre - Jeyland Mitchell, calciatore costaricano
- 25 settembre - Guan Chenchen, ginnasta cinese
- 25 settembre - Seiran Kobayashi, attrice e cantante giapponese
- 25 settembre - Aïman Maurer, calciatore francese
- 25 settembre - Ilyes Raoul, attore tedesco
- 25 settembre - Moritz Wels, calciatore austriaco
- 25 settembre - Jacob Whittle, nuotatore britannico
- 26 settembre - Bikile Ambesu, mezzofondista etiope
- 26 settembre - Francesca Bergesio, modella italiana
- 27 settembre - Chiara Beccari, calciatrice italiana
- 27 settembre - Kyliane Dong, calciatore francese
- 27 settembre - Success Eduan, velocista britannica
- 27 settembre - Mauro Couto, calciatore portoghese
- 27 settembre - Dániel Mészáros, nuotatore ungherese
- 27 settembre - João Neves, calciatore portoghese
- 27 settembre - Elizaveta Smirnova, nuotatrice artistica russa
- 28 settembre - Iván Fresneda, calciatore spagnolo
- 28 settembre - Isack Hadjar, pilota automobilistico francese
- 28 settembre - Magdalena Sobal, calciatrice polacca
- 28 settembre - Gerardo Valenzuela, calciatore statunitense
- 29 settembre - Amin Boudri, calciatore svedese
- 29 settembre - Abdoulie Manneh, calciatore gambiano
- 29 settembre - Javier Ruiz, calciatore argentino
- 29 settembre - Mario Stroeykens, calciatore belga
- 29 settembre - Kay de Wolf, pilota motociclistico olandese

## Ottobre(93)
- 1º ottobre - Karoy Anderson, calciatore inglese
- 1º ottobre - Beatrice Esegio, nuotatrice artistica italiana
- 1º ottobre - Alan Núñez, calciatore paraguaiano
- 1º ottobre - Marcus Rafferty, calciatore svedese
- 1º ottobre - Ronaldo de Jesús, calciatore paraguaiano
- 2 ottobre - Filip Gravenfors, sciatore freestyle svedese
- 2 ottobre - Illja Krups'kyj, calciatore ucraino
- 2 ottobre - Ehije Ukaki, calciatore nigeriano
- 3 ottobre - Jennifer Gadirova, ginnasta britannica
- 3 ottobre - Jessica Gadirova, ginnasta britannica
- 3 ottobre - Noah Schnapp, attore statunitense
- 3 ottobre - Jhon Solís, calciatore colombiano
- 4 ottobre - Giorgia Arrigoni, calciatrice italiana
- 4 ottobre - Filippo Croccolino, pilota automobilistico italiano
- 4 ottobre - Kaheim Dixon, calciatore giamaicano
- 4 ottobre - Ekaterina Kossova, nuotatrice artistica russa
- 4 ottobre - Jude Sunday, calciatore nigeriano
- 4 ottobre - Rafael Uzcátegui, calciatore venezuelano
- 5 ottobre - Choi Kwon-soo, attore sudcoreano
- 5 ottobre - Nacho Ferri, calciatore spagnolo
- 5 ottobre - Jessika Nash, calciatrice australiana
- 6 ottobre - Łukasz Gerstenstein, calciatore polacco
- 6 ottobre - Emil Herzog, ciclista su strada e mountain biker tedesco
- 6 ottobre - Bronny James, cestista statunitense
- 6 ottobre - Seydou Sarr, attore senegalese
- 7 ottobre - Antonia Bratu, calciatrice rumena
- 7 ottobre - Aron Rodrigo, calciatore andorrano
- 8 ottobre - Mohamed Aboubakar Bamba, calciatore ivoriano
- 8 ottobre - Alexa Brabec, combinatista nordica statunitense
- 8 ottobre - Isaiah Collier, cestista statunitense
- 8 ottobre - Julia Ituma, pallavolista italiana († 2023)
- 9 ottobre - Theodor Andrei, cantante rumeno
- 9 ottobre - Kyffin Simpson, pilota automobilistico barbadiano
- 9 ottobre - Dismas Yeko, mezzofondista ugandese
- 10 ottobre - Beatrice Colli, arrampicatrice italiana
- 10 ottobre - Leonel Roldán, calciatore argentino
- 10 ottobre - Oliver Ross, calciatore danese
- 10 ottobre - Anca Todoni, tennista romena
- 10 ottobre - Zain al-Rafeea, attore siriano
- 11 ottobre - Alan Matturro, calciatore uruguaiano
- 12 ottobre - Amine Messoussa, calciatore francese
- 12 ottobre - Ambra Pomarè, sciatrice alpina italiana
- 12 ottobre - Rizabek Aitmūqan, lottatore kazako
- 13 ottobre - Matas Buzelis, cestista statunitense
- 14 ottobre - Gabriel Bortoleto, pilota automobilistico brasiliano
- 14 ottobre - Oliver Goethe, pilota automobilistico danese
- 14 ottobre - Margo Joseph-Kuo, nuotatrice artistica australiana
- 14 ottobre - Jan Koutný, calciatore ceco
- 14 ottobre - Nik Mujanović, pallavolista sloveno
- 14 ottobre - Kassoum Ouattara, calciatore francese
- 14 ottobre - Vaggelīs Zougrīs, cestista greco
- 15 ottobre - Anri Kawamura, sciatrice freestyle giapponese
- 16 ottobre - Viktorija Kobzar', pallavolista russa
- 16 ottobre - Emily Shaqiri, attrice, ballerina e cantante italiana
- 18 ottobre - Abdula Bagamaev, calciatore russo
- 18 ottobre - Elías Báez, calciatore argentino, paraguayo
- 18 ottobre - Estela Carbonell, calciatrice spagnola
- 18 ottobre - Erik Dueñas, calciatore statunitense
- 18 ottobre - Rodrigo Rey, calciatore uruguaiano
- 18 ottobre - Panna Ugrai, nuotatrice ungherese
- 18 ottobre - Lionel Verde, calciatore argentino
- 18 ottobre - Maksim Šnapcev, calciatore russo
- 19 ottobre - Jaydon Banel, calciatore olandese
- 19 ottobre - Evan Ferguson, calciatore irlandese
- 19 ottobre - Tereza Koldovská, combinatista nordica ceca
- 21 ottobre - Marcel Krajewski, calciatore polacco
- 21 ottobre - Giulia Valleriani, sciatrice alpina italiana
- 22 ottobre - Victor Andersson, calciatore svedese
- 22 ottobre - Stefan Bajčetić, calciatore spagnolo
- 22 ottobre - Kauê Rodrigues Pessanha, calciatore brasiliano
- 23 ottobre - Tommy Chamba, calciatore ecuadoriano
- 23 ottobre - Relebohile Mofokeng, calciatore sudafricano
- 24 ottobre - Franziska Kett, calciatrice tedesca
- 25 ottobre - Simone Bertelli, astista italiano
- 25 ottobre - Ilenia Matonti, taekwondoka italiana
- 25 ottobre - Divin Mubama, calciatore inglese
- 25 ottobre - Leonie Zegg, sciatrice alpina austriaca
- 26 ottobre - Patrick Dorgu, calciatore danese
- 26 ottobre - Tomáš Král, calciatore ceco
- 26 ottobre - Gabriele Pizzurro, attore italiano
- 26 ottobre - David Preu, calciatore tedesco
- 27 ottobre - Abdoul Rachid Moumini, calciatore beninese
- 27 ottobre - Diogo Ribeiro, nuotatore portoghese
- 27 ottobre - Zalán Vancsa, calciatore ungherese
- 28 ottobre - Mats Pannewig, calciatore tedesco
- 28 ottobre - Seydou Sano, calciatore senegalese
- 29 ottobre - Ștefan Bană, calciatore rumeno
- 29 ottobre - Alie Conteh, calciatore sierraleonese
- 29 ottobre - Tom Rothe, calciatore tedesco
- 30 ottobre - Siria Cella, ginnasta italiana
- 30 ottobre - Danil Kapustjanskij, calciatore russo
- 31 ottobre - Joseph Nduquidi, calciatore francese
- 31 ottobre - Aaron Zehnter, calciatore tedesco

## Novembre(94)
- 1º novembre - Jayden Bartels, attrice, cantante e youtuber statunitense
- 1º novembre - Stephon Castle, cestista statunitense
- 1º novembre - Leon Ulbricht, snowboarder tedesco
- 2 novembre - Sergej Pinjaev, calciatore russo
- 2 novembre - Tyler Smith, cestista statunitense
- 2 novembre - Emely Torazza, saltatrice con gli sci svizzera
- 3 novembre - Alex Macuácua, mezzofondista mozambicano
- 3 novembre - Ngal'ayel Mukau, calciatore congolese (Repubblica Democratica del Congo)
- 4 novembre - Kenneth Gaudet, nuotatore artistico statunitense
- 5 novembre - Tibe De Vlieger, calciatore belga
- 5 novembre - Đorđe Gordić, calciatore serbo
- 5 novembre - Yaimar Medina, calciatore ecuadoriano
- 6 novembre - Ian Silva, calciatore portoricano
- 7 novembre - Chris Lokesa, calciatore belga
- 7 novembre - Raphael Kokas, pistard e ciclista su strada austriaco
- 7 novembre - Kokomo Murase, snowboarder giapponese
- 7 novembre - Maxi Oyedele, calciatore polacco
- 7 novembre - Fabio Stukator, giocatore di football americano svizzero
- 8 novembre - Ilyas Ansah, calciatore tedesco
- 8 novembre - Robbin Weijenberg, calciatore olandese
- 9 novembre - Norman Bassette, calciatore belga
- 9 novembre - Thiago Espinosa, calciatore uruguaiano
- 9 novembre - Nolan Siegel, pilota automobilistico statunitense
- 10 novembre - Husseyn Chakroun, calciatore tedesco
- 10 novembre - Shinsaku Kudo, mezzofondista giapponese
- 10 novembre - Tomás Kummer, calciatore argentino
- 11 novembre - Oakes Fegley, attore statunitense
- 11 novembre - Kiana Kryeziu, sciatrice alpina kosovara
- 11 novembre - Romane Lunel, nuotatrice artistica francese
- 11 novembre - Gustavo Sá, calciatore portoghese
- 12 novembre - Anastasija Motak, ginnasta ucraina
- 12 novembre - Francesco Pizzi, pilota automobilistico italiano
- 12 novembre - Milou van Wijk, nuotatrice olandese
- 14 novembre - Karim Cissé, calciatore guineano
- 14 novembre - Daniel Kanu, calciatore sierraleonese
- 14 novembre - Valerija Tyščenko, nuotatrice artistica ucraina
- 15 novembre - Jo Jin-mi, tuffatrice nordcoreana
- 15 novembre - Vincent Keymer, scacchista tedesco
- 15 novembre - Matilde Lorenzi, sciatrice alpina italiana († 2024)
- 16 novembre - Pedro Bondo Francisco, calciatore angolano
- 16 novembre - Marija Milinković, calciatrice bosniaca
- 16 novembre - Jonas Skabar, sciatore alpino francese
- 16 novembre - Tim Tramnitz, pilota automobilistico tedesco
- 17 novembre - Jack Champion, attore statunitense
- 17 novembre - Leonardo Diquigiovanni, hockeista su pista italiano
- 17 novembre - Linda Nosková, tennista ceca
- 17 novembre - Miro Tabanelli, sciatore freestyle italiano
- 17 novembre - Evgenija Čikunova, nuotatrice russa
- 18 novembre - Luka Romero, calciatore argentino
- 18 novembre - Natus Jamel Swen, calciatore liberiano
- 19 novembre - Théo Attissogbé, rugbista a 15 francese
- 19 novembre - Ramiro Hernandes, calciatore argentino
- 19 novembre - Ayman Kari, calciatore francese
- 19 novembre - Juan Martín Velázquez, calciatore argentino
- 19 novembre - Ewan Wilson, calciatore scozzese
- 19 novembre - Darren Yapi, calciatore statunitense
- 20 novembre - Ismael Bekhoucha, calciatore spagnolo
- 20 novembre - Raimane Daou, calciatore comoriano
- 20 novembre - Ronald Donkor, calciatore ghanese
- 20 novembre - Youssoufa Moukoko, calciatore camerunese
- 20 novembre - 'Maseeiso Seeiso, principessa lesothiana
- 20 novembre - Jaedyn Shaw, calciatrice statunitense
- 20 novembre - Cody Williams, cestista statunitense
- 21 novembre - Liza Backlund, sciatrice alpina svedese
- 21 novembre - Anton Knoll, tuffatore austriaco
- 21 novembre - Rico Lewis, calciatore inglese
- 21 novembre - Mateo Mendoza, calciatore argentino
- 21 novembre - Wilmer Odefalk, calciatore svedese
- 22 novembre - Soumaïla Diabaté, calciatore maliano
- 23 novembre - Marcos Emmanuel Gómez Piñeiro, calciatore uruguaiano
- 23 novembre - Andrew Hong, scacchista statunitense
- 23 novembre - Jiří Tuž, fondista ceco
- 24 novembre - Lorenzo Scipioni, calciatore argentino
- 25 novembre - Ebenezer Akinsanmiro, calciatore nigeriano
- 25 novembre - Arcëm Šumanski, calciatore bielorusso
- 26 novembre - Pedro Bravo, calciatore colombiano
- 26 novembre - Dominika Giuliani, pallavolista italiana
- 26 novembre - Alexander Lyng, calciatore danese
- 26 novembre - Lequincio Zeefuik, calciatore olandese
- 27 novembre - Justin Diehl, calciatore tedesco
- 27 novembre - Jet Jurgensmeyer, attore e doppiatore statunitense
- 27 novembre - Jiří Konvalinka, combinatista nordico ceco
- 27 novembre - Marina Stakusic, tennista canadese
- 28 novembre - Matteo Haas, sciatore alpino austriaco
- 28 novembre - Callum Marshall, calciatore nordirlandese
- 28 novembre - Kjersti Moritz, sciatrice alpina statunitense
- 28 novembre - Liv Moritz, sciatrice alpina statunitense
- 28 novembre - Wilson Odobert, calciatore francese
- 29 novembre - Furkan Demir, calciatore turco
- 29 novembre - Mihailo Ivanović, calciatore serbo
- 29 novembre - Ibrahim Osman, calciatore ghanese
- 29 novembre - Lucas Stassin, calciatore belga
- 30 novembre - Mateo Jurić-Petrašilo, calciatore croato
- 30 novembre - Agustín Soria, calciatore uruguaiano

## Dicembre(93)
- 1º dicembre - Nahuel Herrera, calciatore uruguaiano
- 1º dicembre - AJ Johnson, cestista statunitense
- 1º dicembre - Motiejus Krivas, cestista lituano
- 2 dicembre - Erin Gemmell, nuotatrice statunitense
- 2 dicembre - Ilia Malinin, pattinatore artistico su ghiaccio statunitense
- 3 dicembre - Leonardo Fornaroli, pilota automobilistico italiano
- 3 dicembre - Dantaye Gilbert, calciatore trinidadiano
- 3 dicembre - Zane Kaluma, slittinista lettone
- 3 dicembre - Pavel Novák, ciclista su strada e pistard ceco
- 3 dicembre - Henrik Pedersen, ciclista su strada danese
- 3 dicembre - Petre Ștefan, rapper rumeno
- 4 dicembre - Sheng Lihao, tiratore a segno cinese
- 5 dicembre - Marina García Polo, nuotatrice artistica spagnola
- 5 dicembre - Jules LeBlanc, youtuber, attrice e cantante statunitense
- 6 dicembre - Lala Kramarenko, ginnasta russa
- 8 dicembre - Badredine Bouanani, calciatore francese
- 8 dicembre - Federico Dafonte, calciatore uruguaiano
- 8 dicembre - Johnny Furphy, cestista australiano
- 9 dicembre - Caleb Brooks, sciatore alpino canadese
- 9 dicembre - Noeh Hernández, calciatore portoricano
- 9 dicembre - Nico Parker, attrice britannica
- 9 dicembre - Eleonora Villa, cestista italiana
- 9 dicembre - Matilde Villa, cestista italiana
- 10 dicembre - Mathias De Amorim, calciatore francese
- 10 dicembre - Bruno Morales, calciatore uruguaiano
- 10 dicembre - Janine Mächler, sciatrice alpina svizzera
- 11 dicembre - Alessandro Fanizza, pallavolista italiano
- 11 dicembre - Darija Sergaeva, ginnasta russa
- 12 dicembre - Josen Escobar, calciatore colombiano
- 12 dicembre - Sky Katz, rapper e attrice statunitense
- 12 dicembre - Matija Mitrović, calciatore serbo
- 12 dicembre - Artem Slesar, calciatore ucraino
- 13 dicembre - Zachary Athekame, calciatore svizzero
- 13 dicembre - Bettina Fábián, nuotatrice ungherese
- 13 dicembre - Djeidi Gassama, calciatore francese
- 13 dicembre - Thérence Koudou, calciatore francese
- 14 dicembre - Mathieu Acapandié, calciatore francese
- 14 dicembre - Christopher Bonsu Baah, calciatore ghanese
- 14 dicembre - Joaquín Tobio Burgos, calciatore argentino
- 15 dicembre - Kevin Altez, calciatore uruguaiano
- 15 dicembre - Plamen Andreev, calciatore bulgaro
- 17 dicembre - Daniel Bacher, sciatore freestyle austriaco
- 17 dicembre - G.G. Jackson, cestista statunitense
- 17 dicembre - Ksawery Masiuk, nuotatore polacco
- 17 dicembre - Mansour Ouro-Tagba, calciatore togolese
- 17 dicembre - Noah Sadiki, calciatore della Repubblica Democratica del Congo
- 18 dicembre - Juan Pablo Cortés, tuffatore spagnolo
- 18 dicembre - Nicholas Griggs, mezzofondista irlandese
- 18 dicembre - Agnija Tulupova, nuotatrice artistica russa
- 19 dicembre - Ruby Andrews, sciatrice freestyle neozelandese
- 19 dicembre - Abdullah Javaid, calciatore barbadiano
- 20 dicembre - Aleksandr Kokšarov, calciatore russo
- 20 dicembre - Eve Planeix, nuotatrice artistica francese
- 20 dicembre - Santino Primante, calciatore argentino
- 21 dicembre - Morrison Agyemang, calciatore ghanese
- 21 dicembre - Nicolás Dubersarsky, calciatore argentino
- 21 dicembre - Ângelo Gabriel, calciatore brasiliano
- 21 dicembre - Noel León, pilota automobilistico messicano
- 21 dicembre - Liam Möller, calciatore finlandese
- 21 dicembre - Tom Slončík, calciatore ceco
- 22 dicembre - Lena Bickel, ginnasta svizzera
- 22 dicembre - Dion Gallapeni, calciatore kosovaro
- 22 dicembre - Bryce Gheisar, attore statunitense
- 22 dicembre - Caleb Wiley, calciatore statunitense
- 23 dicembre - Facundo Buonanotte, calciatore argentino
- 23 dicembre - Eliane Stössel, sciatrice alpina svizzera
- 24 dicembre - Eric Bile, calciatore ivoriano
- 24 dicembre - Kim Ji-soo, calciatore sudcoreano
- 24 dicembre - Jamie Knight-Lebel, calciatore canadese
- 25 dicembre - Justin-Noël Kalumba, calciatore francese
- 26 dicembre - Leo Carlsson, hockeista su ghiaccio svedese
- 26 dicembre - Tiago Gabriel, calciatore portoghese
- 26 dicembre - Maximilian Fillafer, calciatore austriaco
- 26 dicembre - Mitja Ilenič, calciatore sloveno
- 26 dicembre - Max Uhlir, sciatore alpino svedese
- 27 dicembre - Patricia Arbués, attrice spagnola
- 27 dicembre - Jasmin Mansaray, calciatrice finlandese
- 27 dicembre - Derik Queen, cestista statunitense
- 28 dicembre - Miles Brown, attore, ballerino e cantante statunitense
- 28 dicembre - Angel de Jesus Camacho Ramirez, nuotatore messicano
- 28 dicembre - El Hadji Malick Diouf, calciatore senegalese
- 28 dicembre - Moses Itauma, pugile britannico
- 28 dicembre - Jannik Robatsch, calciatore austriaco
- 28 dicembre - Jakob Vester, calciatore danese
- 28 dicembre - Jana Vorona, ginnasta russa
- 29 dicembre - Issam Asinga, velocista surinamese
- 29 dicembre - Tommaso De Luca, hockeista su ghiaccio italiano
- 29 dicembre - Emanuel Zünd, calciatore liechtensteinese
- 30 dicembre - Tobías Correa, calciatore uruguaiano
- 30 dicembre - Owen Wolff, calciatore statunitense
- 31 dicembre - Kaylyn Brown, velocista statunitense
- 31 dicembre - Javier Mena, calciatore colombiano
- 31 dicembre - Marija Sur, cantante ucraina

## Senza giorno specificato(6)
- Annika Wedderkopp, cantante e attrice danese
- Angelina Fisher, giocatrice di football americano britannica
- Albin Forsman, giocatore di football americano svedese
- Gugusar, cantante islandese
- Sampo Leppänen, giocatore di football americano finlandese
- Stefano Spiller, giocatore di curling italiano